# Колтон Хејнс
Колтон Ли Хејнс (енгл. Colton Lee Haynes; Андејл, 13. јул 1988) амерички је глумац и манекен. Познат је по улози Џексона Витемора у серији Млади вукодлак (2011—2017).

## Биографија
Рођен је 13. јула 1988. године у Андејлу. Своје родитеље је описао као „слобоумне хипије”. Један је од петоро деце својих родитеља. Одрастао је на фарми у Андејлу, а такође је живео у Арканзасу, Новом Мексику, Тексасу и на Флориди. Родитељи су му разведени, а отац му се женио седам пута.
Изашао је из ормара са 14 година. Рекао је да је доживео малтретирање због свог сексуалног опредељења, те да је на неко време побегао од куће због негативне реакције његове мајке на то. Отац му је извршио самоубиство док је Колтон био тинејџер, а речено му је да је његово сексуално опредељење оно што је навело његовог оца да се убије.

## Филмографија

### Филм
| Улоге Колтона Хејнса |                         |               |                |          |
| Година               | Српски назив            | Изворни назив | Улога          | Напомена |
| 2015.                | Сан Андреас             |               | Џоби О’Лири    |          |
| 2017.                | Лудило девојачке вечери |               | Скоти          |          |
| 2018.                |                         |               | Џек Лалан      |          |
| 2021.                |                         |               | Џеф            |          |
| 2023.                | Млади вукодлак: Филм    |               | Џексон Витемор |          |

### Телевизија
| Улоге Колтона Хејнса  |                            |               |                      |                |
| Година                | Српски назив               | Изворни назив | Улога                | Напомена       |
| 2007.                 | Истражитељи из Мајамија    |               | Брендон Фокс         | 1 епизода      |
| 2008.                 |                            |               | Александер           | 1 епизода      |
| 2008.                 |                            |               | Арес Костополоус     | 1 епизода      |
| 2009.                 |                            |               | Скот Холанд          | ТВ филм        |
| 2009.                 | Мелроуз Плејс              |               | Џеси Робертс         | 1 епизода      |
| 2010.                 | Врата                      |               | Брет Крешки          | главна улога   |
| 2010.                 |                            |               | Шејн                 | главна улога   |
| 2011—2012; 2017.      | Млади вукодлак             |               | Џексон Витемор       | главна улога   |
| 2011.                 |                            |               | Кај                  | 1 епизода      |
| 2013—2016; 2018—2020. | Стрела                     |               | Рој Харпер / Арсенал | главна улога   |
| 2016.                 | Адвокат                    |               | Лук Грајндер         | 2 епизоде      |
| 2016.                 | Краљице вриска             |               | Тајлер               | 2 епизоде      |
| 2017.                 | Америчка хорор прича: Култ |               | Џек Самјуелс         | споредна улога |
| 2022.                 | Лутка                      |               | Лукас                | 1 епизода      |